# Cleome anomala
Cleome anomala là một loài thực vật có hoa trong họ Màng màng. Loài này được Kunth mô tả khoa học đầu tiên năm 1821.